# مضرب

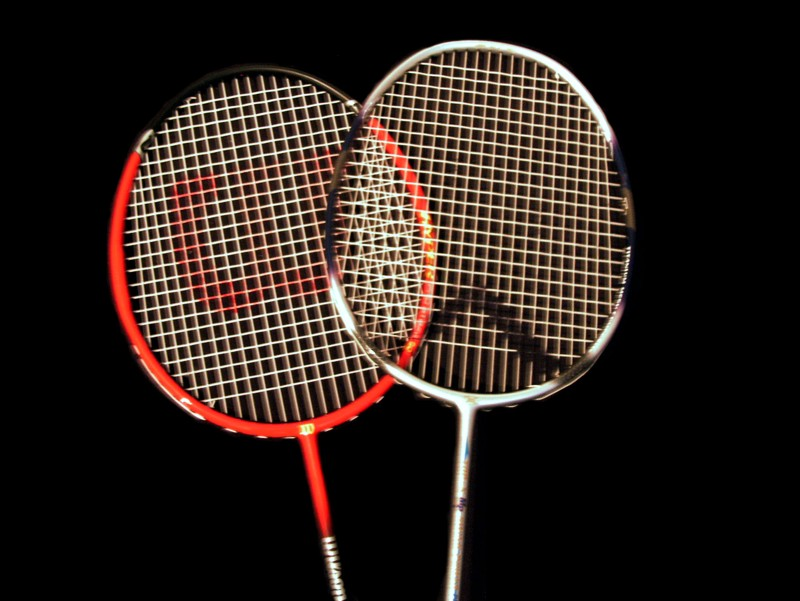
راحتا بدمينتون

المضرب (أو الراحة ج. راح) أو المِيْجَار في الرياضة، هي مضرب كرات بعض الرياضات التي تعرف برياضات الراح. تشتمل كل راحة على مقبض للأيدي، ومتسع كي تضرب به الكرة. وتكون الراحة من خشب أو من مواد مثل التيتانيوم والألومنيوم.

## التسمية
المِيْجَار: مضرب الكرة، مضرب كرة لعبة التَنِس. أما في القاموس المحيط: المِيْجَار شِبْهُ صَوْلَجانٍ تُضْرَبُ به الكُرَةُ.